# Shital Pati

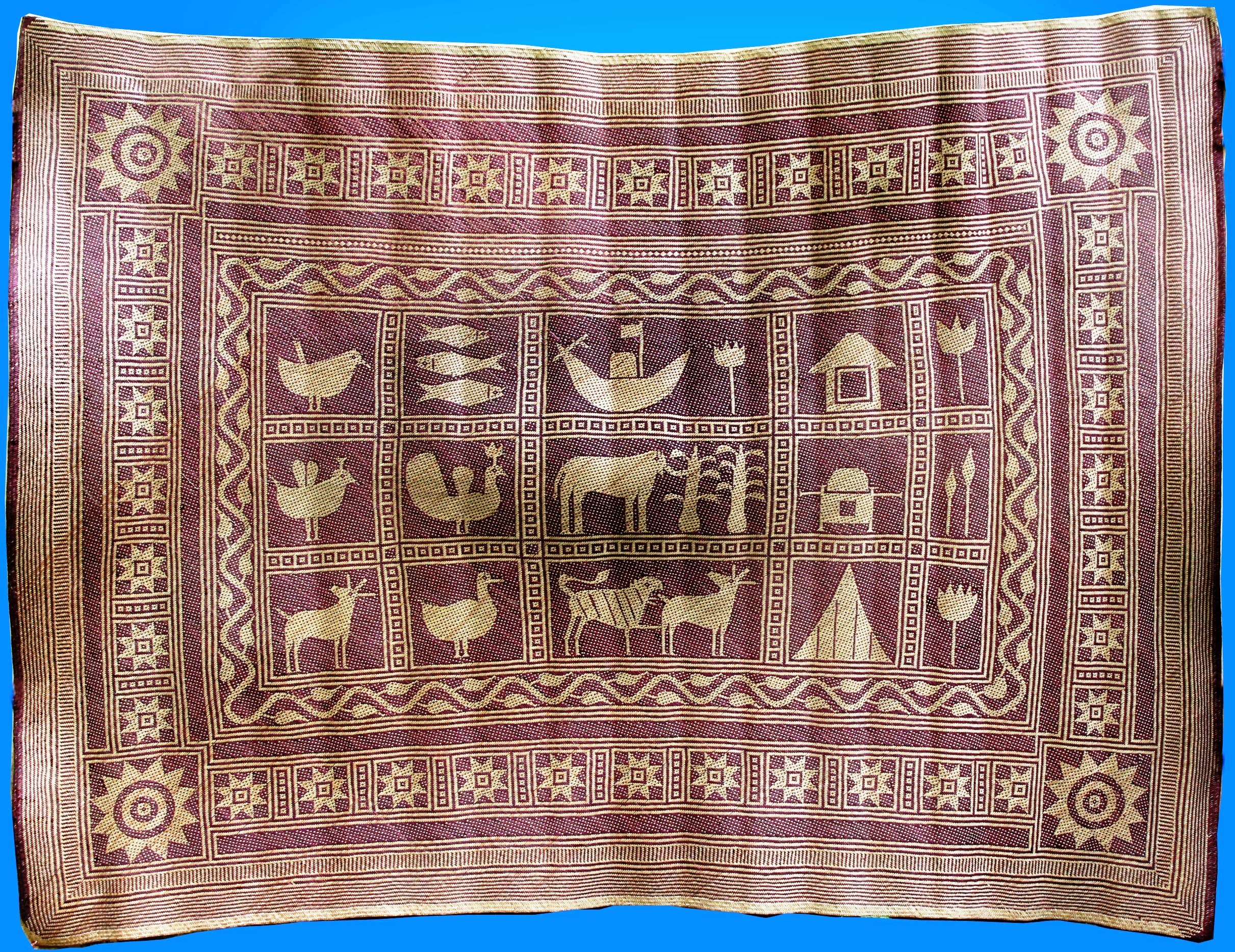
Sital-Pati-Weberei aus Sunamganj (Bangladesch)

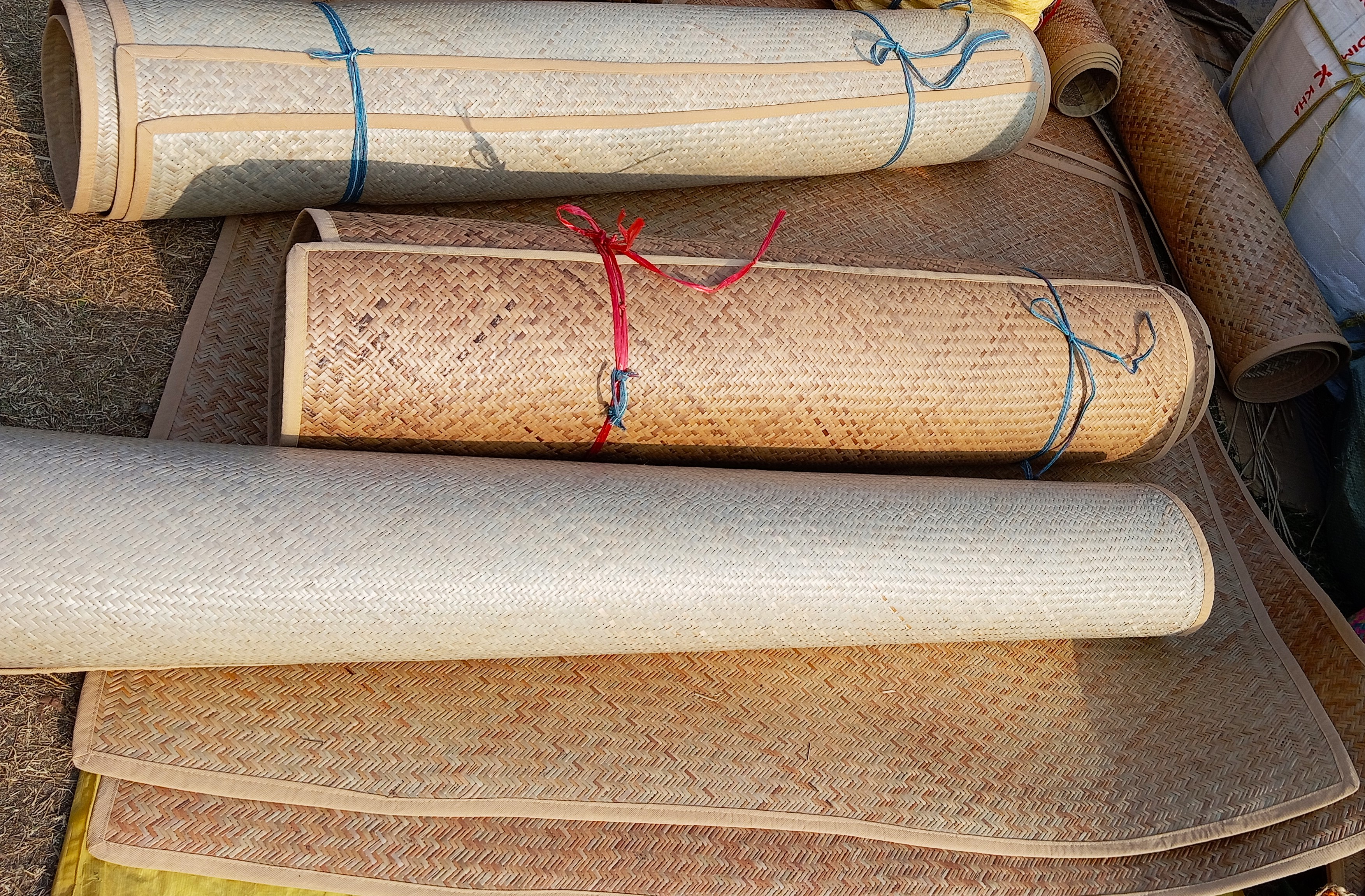
Shital Pati aus Ghughumari. Cooch Behar, Westbengalen

Shital pati (bengalisch শীতল পাটি śītal pāṭi), auch sital pati und sittal pati genannt, 
sind aus Pflanzen hergestellte geflochtene Matten, vorwiegend aus Bangladesch, in geringerem Maße auch aus dem östlichen Indien.

## Materialien
Shital pati werden aus Murta-Pflanzen (Schumannianthus dichotomus, eine Art von Pfeilwurzgewächsen) oder Binsengewächsen hergestellt, die in Feuchtgebieten weit verbreitet sind. Die Murta-Pflanze wächst in Gewässernähe b. B. in Sylhet, Barisal, Tangail, Comilla, Noakhali und Chittagong und ist an verschiedenen Orten als mostak, patipata, patibet und paitara bekannt. In Indien wird Sitalpati im nördlichen Bezirk Cooch Behar im Bundesstaat Westbengalen sowie in Assam hergestellt.

## Verarbeitung und Nutzung
Die Ernte und Vorbereitung der Pflanzen ist Männerarbeit, die Flechtarbeit wird von Frauen und Kindern ausgeführt.
Die Murta-Pflanze hat 1–2 Meter lange Stengel ohne Knoten; die Stengel werden auf die gewünschte Länge zugeschnitten und in die gewünschte Breite zerteilt. Das Mark wird entfernt. Die entstehenden Streifen werden bei Bedarf mit Naturfarben eingefärbt und zu Matten geflochten.
Obwohl die Matten von einzelnen Familien im kleinen Rahmen hergestellt werden, wird die Produktion als Industrie bezeichnet.
Diese Matten werden entsprechend ihres Nutzens cool mats (engl. kühle Matten) genannt. Sie werden nicht nur als Gebetsteppiche oder zum Sitzen, sondern auch als Wände oder Dächer, z. B. von Baracken oder Booten eingesetzt.
Matten mit dekorativen Mustern heißen Nakshi Pati. Sie werden nur in den Distrikten Sylhet und Noakhali in Bangladesch hergestellt. 
Eine japanische wissenschaftliche Studie über die Abfälle der Shital-Pati-Herstellung kommt zu dem Schluss, dass die Murta-Pflanzenreste aufgrund ihrer Phytotoxizität als natürliche Bioherbizide gegen Unkraut genutzt werden können.

## Rezeption
Die UNESCO hat die traditionelle Kunst des Shital-Pati-Webens von Sylhet (Bangladesch) 2017 als Kulturerbe anerkannt und sie in die Repräsentative Liste des immateriellen Kulturerbes der Menschheit aufgenommen.
Auf nationaler Ebene wurde dies 2017 positiv kommentiert. Die Regierung unterstütze die produzierenden Familien mit Verkaufsmessen, und zunehmend würden Kooperativen zur Stärkung ihrer Position und zum Erhalt der Fertigkeiten gegründet.
Trotz dieser willkommenen Förderung bedrohen 2023 steigende Kosten, die Konkurrenz billiger Kunststoffprodukte und der Saisonbetrieb die lokale und umweltfreundliche Produktion. Unterstützung durch die Öffentliche Hand wird gefordert.